# Pseudorrincociònids
Els pseudorrincociònids (Pseudorhyncocyonidae) són una de les tres famílies que formen l'ordre extint dels leptíctides. Comprèn els gèneres Leptictidium, Fordonia, Diaphyodectes, Phakodon i Pseudorhyncocyon, que són endèmics d'Europa i dels quals s'han trobat fòssils a jaciments de França, Alemanya i el Regne Unit. Fou descrita per Sigé el 1974 amb la categoria de subfamília.
La família se subdivideix en dos clades: un que agrupa Leptictidium i Diaphyodectes, i un que inclou Pseudorhyncocyon, Fordonia i Phakodon.
Els animals d'aquesta família eren euteris primitius i petits, amb unes dimensions màximes d'aproximadament noranta centímetres (Leptictidium tobieni). La seva dieta era omnívora i incloïa sargantanes, petits mamífers i insectes dels quals trencaven l'exoesquelet amb les dents.
El gènere Leptictidium està molt més estudiat que el gènere Pseudorhyncocyon, a causa de la minsa quantitat de material fòssil trobat d'aquest últim. De fet, el primer exemplar trobat de Pseudorhyncocyon, que Filhol usà per definir el gènere i que Sigé definí com a P. cayluxi el 1978, acabà revelant-se com a Leptictidium ginsburgi després de l'anàlisi de Mathis (1989). Un altre suposat exemplar de P. cayluxi fou redefinit, també per Mathis, com a Leptictidium sigei. A més, només s'han trobat unes quantes dents de Pseudorhyncocyon, mentre que al jaciment de Messel (Alemanya) s'hi han trobat nombrosos esquelets complets o gairebé complets de Leptictidium.